# Idflieg

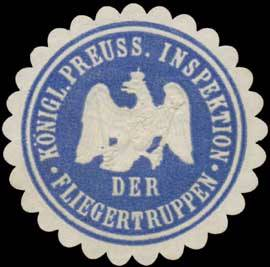
Pečeť Inspektorátu německého letectva

Idflieg, Inspektorát německého letectva (německy: Inspektion der Fliegertruppen) byl úřad, který před a během první světové války dohlížel na priority německého vojenského letectva Luftstreitkräfte a vytvářel specifikace požadavků na vlastnosti německých vojenských letadel.
Tento úřad mimo jiné také vydal předpis pro značení německých vojenských letadel.